# Jean Zen

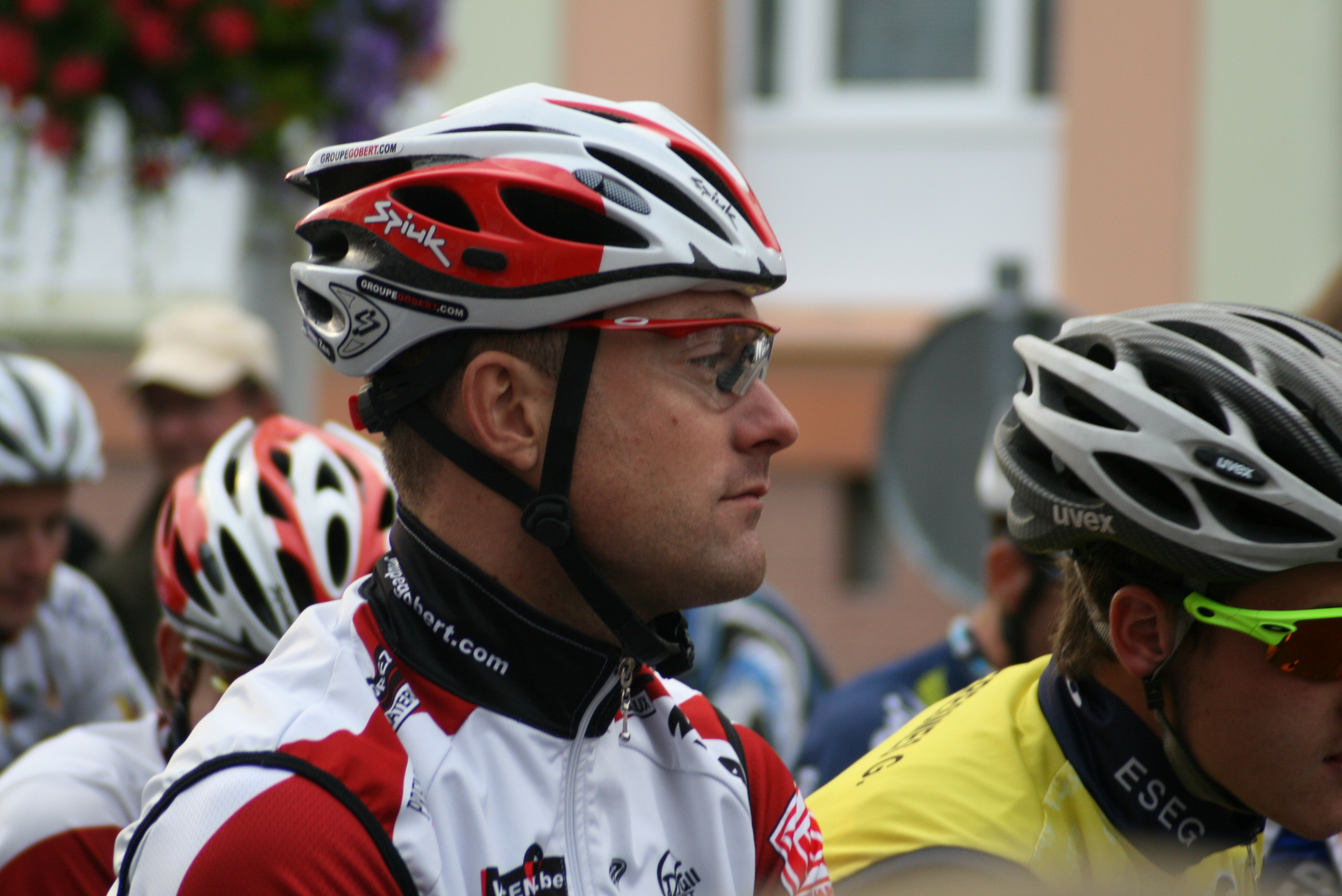
Jean Zen (2008)

Jean-François Zen (* 20. Dezember 1981 in Toulouse) ist ein französischer Radrennfahrer.
Jean Zen gewann 2003 die Gesamtwertung beim Circuit des Plages Vendéennes und eine Etappe bei der Ronde de l’Isard. Ende der Saison fuhr er als Stagiaire bei Brioches La Boulangère. 2005 gewann er eine Etappe beim Triptyque Ardennais und 2006 war er auf einem Teilstück von Ruban Granitier Breton und bei dem Eintagesrennen Grand Prix de Beuvry la Forêt erfolgreich. In der Saison 2007 fuhr Zen für das französische Continental Team Roubaix Lille Métropole und war bis in das Jahr 2011 bei UCI-Teams aktiv.

## Erfolge
2003
- eine Etappe Ronde de l’Isard

2006
- eine Etappe Ruban Granitier Breton
- Grand Prix de Beuvry la Forêt

## Teams
- 2003 Brioches La Boulangère (Stagiaire)

- 2007 Roubaix Lille Métropole
- 2008 Groupe Gobert.com
- 2009 Palmans-Cras
- 2010 Palmans-Cras
- 2011 Team Worldofbike.Gr (bis 31. Juli)